# Бурлуцький Андрій Володимирович
Андрій Володимирович Бурлуцький (нар. 16 лютого 1982, Одеса) — український актор театру, кіно та дубляжу, артист розмовного жанру Національної філармонії України, викладач сценічного мовлення в Київському національному університеті імені Івана Карпенка-Карого. Заслужений артист України (2017).

## Життєпис
Народився 16 лютого 1982 року в Одесі.
У 2003 році закінчив Київський національний університет театру, кіно і телебачення імені Івана Карпенка-Карого (майстерня Ю. П. Висоцького).
Після закінчення був прийнятий до складу трупи Національного академічного українського драматичного театру імені І.Франка та розпочав викладацьку роботу у театральному університеті (кафедра сценічної мови).
З 2006 року працює артистом розмовного жанру Національної філармонії України.
Створив сольні програми: літературно-музичні композиції «Жнива народної скорботи. Свіча пам'яті» (до 75-річчя Голодомору в Україні), «Та доба була неповторна (поети „Празької школи“)», «Сорочинський ярмарок на Невському проспекті» за монофантазією В. Неволова (до 200-річчя від дня народження М.Гоголя). Презентував музично-поетичну елегію «Велика гармонія. Пейзажі споминів Б.-І. Антонича» (до 100-річчя від дня народження).
Він активно гастролює. У Польщі, Естонії, Угорщині та Німеччині з успіхом пройшли виступи артиста із сольними програмами, зокрема, 14 грудня 2008 року у Берліні він виступив із програмою, присвяченою 75-річчю Голодомору в Україні.
Постійно виступає в Українському культурному центрі у Москві.
Артист майстерно володіє мистецтвом художнього читання, вміє тонко і самобутньо передати задум автора, створити яскраві сценічні образи літературних героїв. Крім цього, він також бере участь в озвученні та дублюванні художніх фільмів у кінотеатрах і на телебаченні, озвучує реклами, викладає сценічне мовлення у Київському національному університеті театру, кіно та телебачення імені Івана Карпенка-Карого.
Бурлуцький — лауреат першої премії Всеукраїнського конкурсу читців імені Л.Українки (2002), лауреат всеукраїнських конкурсів читців імені І.Франка та імені О.Теліги, володар Гран-прі Другого всесвітнього конкурсу-фестивалю поезії імені М.Конопницької (Польща, 2003), дипломант Першого міжнародного конкурсу імені А. П. Чехова (Москва, 2010).
Був брейд-войсом телеканалу «Ера» і радіостанції «Європа FM».
У 2017 році відзначений державною нагородою «Заслужений артист України» президентом Петром Порошенко.

## Фільмографія
- «Новий російський романс» (2005)
- «Перше правило королеви» (2006)
- «Повернення Мухтара-4» (2007)

## Озвучення
Аудіокниги (CD-диск)
- «Митина любовь» Івана Буніна
- «Рубаи» Омара Хайяма
- «Краще тобі, Україно» (Леся Українка, Іван Франко, Тарас Шевченко, асиль Стус, Ліна Костенко, Олег Ольжич, Юрій ЛИпа, Євген Маланюк, Марко Антіох)
- «Cet amour» (Гарсіа Лорка, Жак Прревер)
- «Сонеты» Вільяма Шекспіра

Реклама
- Біонорм
- Lacalut
- АЦЦ
- Colgate
- Містер Мускул
- Туалетный утенок
- Київ Вечірній
- Sim-Sim
- Taft
- Orbit
- Fairy
- Xpycteam
- Лесной бальзам